# Laccophilus parvulus
Laccophilus parvulus är en skalbaggsart som beskrevs av Aubé 1838. Laccophilus parvulus ingår i släktet Laccophilus och familjen dykare.

## Underarter
Arten delas in i följande underarter:
- L. p. parvulus
- L. p. obtusus